# Adamo di Schwarzenberg
Adamo I di Schwarzenberg (Gimborn, 26 agosto 1583 – 14 marzo 1641) è stato un ufficiale tedesco che servì sotto Giorgio Guglielmo di Brandeburgo, nel corso della guerra dei Trent'anni e fu a capo dello Johanniterorden del Balato di Brandeburgo (1625−41).
Schwarzenberg nacque a Gimborn, nella Contea di Mark. Egli era figlio del conte Adolfo di Schwarzenberg. Sua madre fu la nobile Margherita Wolff von Metternich.
Nel 1600 Schwarzenberg ereditò i titoli e la signoria dal padre, che era morto combattendo contro l'Impero ottomano. Nel 1609, egli supportò l'elettore Giovanni Sigismondo di Brandeburgo nelle sue pretese sulle contee di Jülich e di Cleves.
Schwarzenberg sposò la nobile Margherita Hartard von Pallant nel 1613, ma sua moglie morì dopo soli due anni di matrimonio, dando alla luce il suo secondo figlio, Giovanni Adolfo. Successivamente Adamo si risposò ed entrò a far parte dello Johanniterorden, divenendo  gran maestro nel 1625, il primo dell'ordine a non appartenere alla casata degli Hohenzollern del Brandeburgo.
Negli anni seguenti, Schwarzenberg divenne membro del consiglio privato del Brandeburgo, dove ottenne presto una posizione prominente, riguardo specialmente ai territori della Prussia e del Reno. Egli si prodigò anche a Bergisches per assicurare l'elevazione del suo possedimento di Gimborn a reichsunmittelbar, Signoria di Gimborn-Neustadt. Schwarzenberg raggiunse il culmine del proprio potere durante il regno dell'Elettore Giorgio Guglielmo. Sebbene il Margraviato di Brandeburgo fosse essenzialmente luterano ed il principe regnante fosse calvinista, il cattolico Schwarzenburg richiamò più volte gli interessi imperiali della casa d'Austria.
Giorgio Guglielmo perseguì una politica di neutralità del Brandeburgo durante la guerra dei trent'anni. Le tendenze filo-imperiali di Schwarzenberg si scontrarono presto con la fazione protestante del consiglio privato e in particolare con Levin von Knesebeck e Samuel von Winterfeld. Schwarzenberg ebbe successo nel far espellere Winterfeld nel 1626 quando la causa imperiale ebbe un maggiore peso. Quando anche gli svedesi vennero coinvolti nel conflitto, il cancelliere calvinista Sigismund von Götzen ottenne il controllo delle forze e Schwarzenberg si ritirò a Cleves nel 1630. Quando la causa imperiale riemerse nel 1634−5, Schwarzenberg ritornò a Berlino. Egli voleva sollevare l'esercito del Brandeburgo, composto da 26.000 per espellere le forze svedesi e rafforzare il potere di Giorgio Guglielmo nella Pomerania, ma fu in grado di raccogliere solamente 11.000 soldati indisciplinati e l'operazione fallì miseramente.
Dopo che Giorgio Guglielmo si era recato a Königsberg nel Ducato di Prussia nel 1638, Schwarzenberg divenne il dittatore formale del Brandeburgo dal 1638−40. La scarsità delle finanze statali impiegate nella guerra, Schwarzenberg impose nuove tasse, e restrinse i poteri delle province, e sospese il concilio privato in forza di un concilio di guerra. Anche se Schwarzenberg aveva inizialmente sostenuto una certa neutralità dello stato nella guerra, all'inizio dello scontro portò lo stato in guerra nella difesa dei propri diritti. Egli venne visto come un traditore e una spia dell'Austria, approfittando delle sofferenze di guerra subite del Brandenburg. Alcuni hanno notato che le truppe mercenarie che egli assoldò per alcuni scontri erano prevalentemente svedesi.
Quando Federico Guglielmo ascese al trono del Brandeburgo nel 1640, egli riprese duramente le redini del governo ed iniziò a diminuire drasticamente i poteri di Schwarzenberg, assumendo egli stesso ogni potere in salvaguardia dello stato. Federico Guglielmo non si fidava di Schwarzenberg, in quanto riteneva che il ministro avesse tentato di avvelenarlo nel 1638 quando il principe si trovava momentaneamente malato.
Schwarzenberg morì inaspettatamente nel 1641. Cuno von Uechtritz-Steinkirch disegnò in suo onore un busto per la Siegesallee di Berlino; un altro suo busto, assieme a quello del Colonnello Konrad von Burgsdorff, figura ancora oggi nel monumento all'Elettore Giorgio Guglielmo nella capitale tedesca. Il memoriale venne inaugurato il 23 dicembre 1899.